# 约翰·朱利叶斯·诺威奇
约翰·朱利叶斯·库珀，第二代诺威奇子爵（英語：John Julius Cooper, 2nd Viscount Norwich，也称为约翰·朱利叶斯·诺威奇，1929年9月15日—2018年6月1日）是一位英国历史学家。

## 代表作
- 《征服，1016—1130：西西里的诺曼王朝Ⅰ》（The Normans in the South, 1016-1130），1967年初版，1992年再版。
- 《王国，1130—1194：西西里的诺曼王朝Ⅱ》（The Kingdom in the Sun, 1130-1194），1970年，1992年再版。
- 拜占庭三部曲：
  1. 《拜占庭的新生：从拉丁世界到东方帝国》（Byzantium: The Early Centuries），1988年。
  2. 《拜占庭的巅峰：从光复时代到曼齐刻尔特》（Byzantium; v. 2: The Apogee），1992年。
  3. 《拜占庭的衰亡：从希腊君主到苏丹附庸》（Byzantium; v. 3: The Decline and Fall），1995年。
- 《四君主：亨利八世、弗朗索瓦一世、查理五世、苏莱曼大帝》（Four Princes: Henry VIII, Francis I, Charles V, Suleiman the Magnificent and the Obsessions that Forged Modern Europe），2016年。
- 《法国简史：从高卢人到戴高乐》（A History of France: from Gaul to de Gaulle），2018年。